# Palomas
Palomas è un comune spagnolo di 712 abitanti situato nella comunità autonoma dell'Estremadura, comarca Tierra de Barros.